# スチュアート・アームストロング
スチュアート・アームストロング（Stuart Armstrong，1992年3月30日 - ）は、スコットランド・インヴァネス出身のサッカー選手。スコットランド代表。ポジションはミッドフィールダー。

## 経歴
インヴァネス・カレドニアン・シッスルFCの下部組織に入ると、2009年には古豪ダンディー・ユナイテッドの下部組織に入った。
2015年1月、スコティッシュ・プレミアシップを3連覇中の強豪セルティックFCに移籍オファーが入り、2月2日に移籍が完了した。セルティックでは好調を維持し、その年のリーグ4連覇に貢献。その後も主力として活躍し、2016-17シーズンにはリーグ6連覇を果たした。
2018年6月26日、サウサンプトンFCと4年契約を締結したことが発表された。
2024年9月3日、バンクーバー・ホワイトキャップスに2年契約で移籍した。
2025年1月31日、シェフィールド・ウェンズデイFCに移籍した。

### 代表
2013年5月21日にA代表に招集されたが、出場機会は訪れなかった。さらに2015年8月にも招集されたが、出場はせず。ついに2017年3月26日のスロベニア代表戦で念願のA代表デビューを果たす。
UEFA EURO 2024に選出

## タイトル
セルティックFC
- スコティッシュ・リーグ・カップ 2014-15, 2016-17, 2017-18
- スコティッシュ・プレミアシップ 2014-15, 2015-16, 2016-17, 2017-18
- スコティッシュ・カップ 2016-17, 2017-18

バンクーバー・ホワイトキャップス
- カナディアン・チャンピオンシップ 2024